# Oscar II (1905)
Oscar II, officiellt HM Pansarskepp Oscar II, var ett pansarskepp som tillhörde den svenska marinen. Fartyget var en vidareutveckling av Äran-klassen och skilde sig från denna genom större storlek, högre fart och kraftigare sekundärartilleri. Huvudbestyckningen utgjordes av två 21 cm kanoner och sekundärbestyckningen av åtta 15,2 cm kanoner. Oscar II byggdes vid Lindholmens varv i Göteborg och sjösattes den 6 juni 1905. Den 3 april 1907 levererades fartyget till marinen och var i tjänst till utrangeringen den 24 februari 1950. Fartyget genomgick under dessa år flera moderniseringar, varav den största genomfördes inför andra världskriget. År 1952 byggdes fartyget om för utbildning i skyddstjänst vid Berga örlogsskolor, och år 1974 såldes hon för skrotning i Göteborg. Fartyget fick sitt namn efter kung Oscar II.

## Utformning

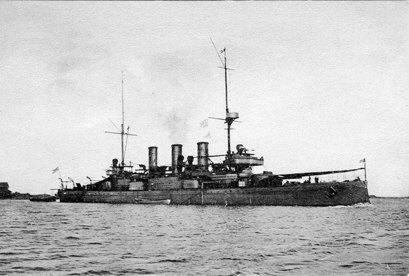
Fartyget i sitt originalutseende.

Oscar II var 97,9 meter lång, 15,42 meter bred och hade ett djupgående på 5,13 meter. Standarddeplacementet var till 4 273 ton och det maximala deplacementet uppgick till 4 495 ton. Utseendemässigt skilde sig fartyget från övriga svenska pansarskepp främst genom att hon hade tre skorstenar, medan övriga hade två. Fartyget var inrett för en ordinarie besättning på 326 man, och var även inrett som flaggskepp, vilket innebar att det fanns plats för chefen för kustflottan och dennes stab, benämnd Flaggen. Som flaggskepp uppgick besättningen till 335 man.

### Skrov
Skrovet var byggt av nitat stål, där stålremsor användes i skarvarna mellan plåtarna. Fören var utformad som en rammstäv. Avstånden mellan spanten i skrovet var 120 cm under pansardäcket och 60 cm över detta. Pansardäcket var 35 mm tjockt, och ett par decimeter ovanför detta låg ett extra trossdäck. Vattenlinjepansaret var 150 mm tjockt, och ovanför detta lades ett citadellpansar som var 100 mm tjockt. Skrovet utgjorde 25,8% av standarddeplacementet.

### Maskineri
Oscar II var det sista svenska pansarskepp att utrustas med kolvångmaskiner. Tio stycken Yarrow-pannor i tre pannrum genererade ånga med 16,5 bars tryck till två stycken fyracylindriga trippelexpansions ångmaskiner som var kopplade till var sin propeller via var sin axel. Maskineriet utvecklade sammanlagt effekten 9 400 hästkrafter, vilket gav fartyget en fart på 17,8 knop. Den totala vikten för framdrivningsmaskineriet uppgick till 640 ton, eller 71,2 kg per indikerad hästkraft, vilket motsvarade 16,1% av standarddeplacementet.

### Bestyckning

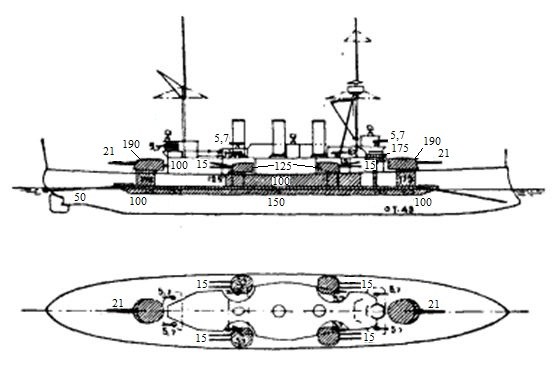
Ritning som visar pansarets tjocklek i mm och kanonernas kaliber i cm.

Huvudartilleriet utgjordes av två stycken 21 cm kanoner m/98 i var sitt torn, en på fördäck och en på akterdäck. Kanontornen vägde 200 ton.
Sekundärartilleriets utformning var den största skillnaden jämfört med Äran-klassen. Detta bestod av åtta 15,2 cm kanoner m/03, vilken var en vidareutveckling av Äran-klassens kanoner m/98. För att spara vikt placerades dessa i fyra dubbeltorn som ställdes två på varje sida på gångborden.
Fartygets övriga bestyckning bestod av tio stycken 57 mm kanoner m/98B och två stycken undervattenstorpedtuber m/99. Dessutom fanns tre stycken 37 mm kanoner m/98B för ångsluparna som medfördes.

## Historia

### Bakgrund
År 1901 tillsattes en kommitté med uppgift att undersöka om den senaste svenska pansarskeppsklassen, Äran-klassen, skulle utökas eller om en ny fartygstyp skulle tillkomma. Kommitténs arbete kom att dra ut på tiden och blev inte klar förrän år 1903, varför riksdagen år 1902 beviljade byggandet av Manligheten , som endast marginellt skilde sig från Äran-klassen. Kommittén kom dock under sitt arbete fram till att sjökrigsmaterielens utveckling utomlands krävde en ny typ av fartyg som var något större och starkare än Äran-klassens. Man ansåg emellertid att man i fråga om artilleri inte kunde mäta sig med de fartyg som vid denna tid tillfördes stormakternas flottor, utan att man istället skulle förlita sig på högre fart och förmågan att utnyttja det skydd som de svenska skärgårdsområdena erbjöd.
Efter arbetet lades tre förslag fram till en ny fartygstyp:
| Deplacement | Huvudartilleri    | Fart    | Kostnad   |
| ----------- | ----------------- | ------- | --------- |
| 4 800 ton   | 4 x 21 cm kanoner | 18 knop | 7 762 000 |
| 3 950 ton   | 2 x 21 cm kanoner | 17 knop | 6 225 800 |
| 4 218 ton   | 2 x 21 cm kanoner | 18 knop | 6 631 000 |

Kommittén rekommenderade det billigaste alternativet, men regeringen ansåg att farten var såpass viktig att man valde det kostnadsmässigt mellersta alternativet. Samma år beviljade även riksdagen medel för byggande av ett sådant fartyg.

### Byggnation och leverans
Oscar II byggdes vid Lindholmens varv i Göteborg och sjösattes den 6 juni 1905. Efter utrustningsarbeten kunde fartyget den 3 april 1907 levereras till marinen, och redan samma sommar avgick man till Spithead i England med anledning av uppsättandet av brittiska flottans Home Fleet. År 1909–1910 genomfördes en långresa till Medelhavet och år 1910–1911 ersattes den förliga masten med en kraftigare tripodmast. År 1911–1912 genomfördes ytterligare en utlandsexpedition, denna gång till nordeuropeiska länder. Under första världskriget ersattes två av 57 mm kanonerna med två luftvärnskanoner av samma kaliber, och manövertornet flyttades något akteröver för att ge bättre sikt.
Efter kriget deltog Oscar II tillsammans med HMS Sverige i Ålandsexpeditionen 1918. År 1929 kortades den aktre masten och därefter genomfördes fem utlandsexpeditioner under mellankrigstiden.

### Andra världskriget

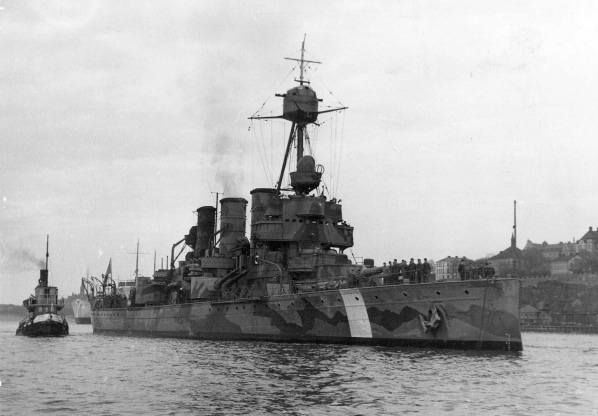
Oscar II under andra världskriget med påmålade vita neutralitetsband.

Inför andra världskriget genomgick Oscar II en stor modernisering. Huvud- och sekundärartilleriet fick ökad skottvidd, och eldledningen förbättrades genom att man installerade ett centralsikte i en ny märs samt genom att gamla eldledningsinstrument från Sverige övertogs. Alla 57 mm kanoner ersattes också med nytt luftvärn, som kom att bestå av fyra halvautomatiska 57 mm luftvärnskanoner, två 25 mm luftvärnsautomatkanoner och två dubbla 8 mm kulsprutor. Vidare tillkom gyrokompass, ekolod, tre nya strålkastare och paravansvep till skydd mot minor. Dessutom byttes samtliga tio ångpannor ut mot nya, varav två utrustades för oljeeldning. Dessa åtgärder ökade deplacementet med cirka 450 ton.
Arbetena var klara den 30 oktober 1939, varpå fartyget sattes in i Karlskronaavdelningen. Under kriget hann Oscar II även tjänstgöra i Stockholmseskadern, och Sjökrigsskoleavdelningen innan hon åter flyttades tillbaka till Karlskronaavdelningen.

### Efter kriget
År 1946–1947 genomförde fartyget sin sista expedition, då man planerade att färdas längs hela den svenska kusten från Haparanda till Strömstad. När man var i Göteborg fick man emellertid order om att avgå till Malmö för att därefter den 29 januari gå till Köpenhamn för att föra hem stoftet efter Prins Gustav Adolf, som hade avlidit vid en olycka på Kastrups flygplats.
Den 25 september 1947 ankom Oscar II för sista gången till Karlskrona och i mitten av oktober samma år halades flaggan för sista gången. Fartyget utrangerades den 24 februari 1950, varpå hon år 1952 byggdes om för skyddstjänstutbildning vid Berga örlogsskolor. I eldrum 1 anordnades en kraftcentral som omfattade en ångpanna med hjälpmaskiner samt en ångturbingenerator och brandpump. Dieselgeneratorn bibehölls för kraftförsörjning, och varmvattenberedaren på båtdäck behölls för att leverera varmvatten till det före detta manskapsköket, vilket byggdes om till duschrum. Utöver denna utrustning togs i stort sett alla maskiner iland. Akterskeppet rensades ut fullständigt och användes för brandövningar, och i maskinrummen behölls rörledningar för vatten och ånga för att kunna användas vid läcktätningsövningar. Det aktre och mellersta eldrummet togs hål upp i skotten, genom vilka vatten kunde pumpas in med de gamla cirkulationspumparna för ångpannornas matarvatten. Förskeppet behölls inrett som ett normalt stridsfartyg, och även här anordnades läckor för övningar i skyddstjänst. Oscar II såldes slutligen år 1974 för skrotning i Göteborg.